# 中国—文莱关系
中國—汶萊關係即是自古以來中國（包括當代的中华人民共和国）與汶萊之間的雙邊外交關係。其開端可追溯至西漢時期。由於政治、社會原因，1984年汶萊獨立後沒有與中华人民共和国建交。雙方直至1991年才建立邦交，互派大使。

## 歷史

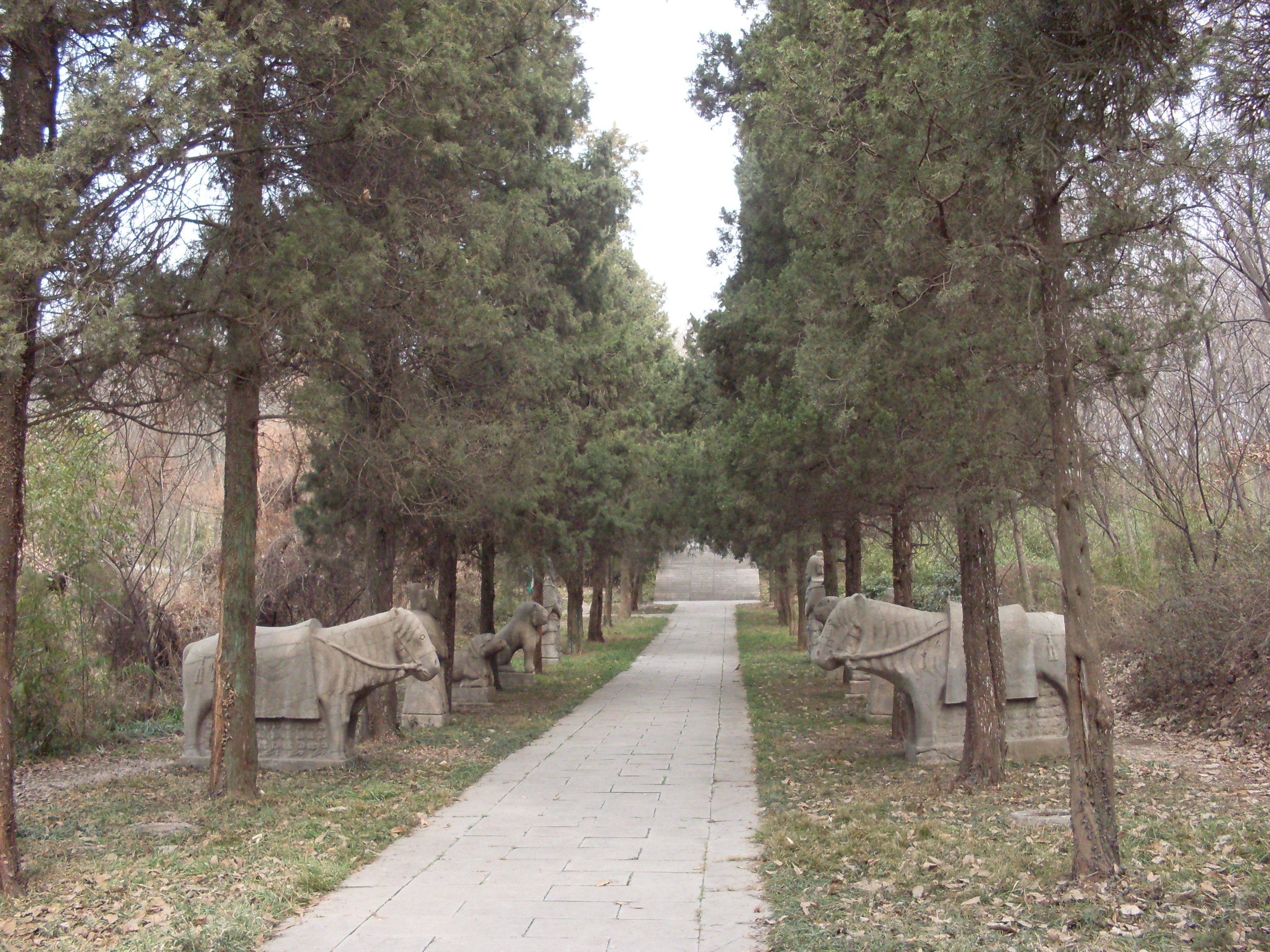
中國南京汶萊蘇丹麻那惹加那墓

兩國關係可追溯至西漢時期。有史家認為福建華人自13-14世紀遷入渤泥（今汶萊）。汶萊自唐代起向中國入貢，而在明代，汶萊蘇丹麻那惹加那入京覲見明成祖，途中患病，雖明成祖盡力搶救，但最終蘇丹仍離世，葬於南京，其墓地是兩國關係的象徵。
1920年代，汶萊發現石油，大批華人遷入汶萊，但清朝和中華民國一直沒有在汶萊設立（正式）使領館。中華人民共和國建立後，與汶萊政府交往甚少，反而讚揚1962年汶萊暴亂是「民族解放戰爭」。1984年，汶萊獨立，可自行制定外交政策，但因對共產主義、華人等敏感議題的考量而未立即與北京建交。1991年9月30日，汶萊與中华人民共和国建交，成為最後一個和北京建交的東盟成員國。
2013年6月，中国海军和平方舟号医院船访问文莱。（p. 162）
2019年，中共中央总书记、国家主席习近平访问文莱，当地媒体称其为一次重大外交事件。恒逸石化综合体和文莱星城等中国投资因其对当地经济的贡献而闻名。

## 經濟關係
2011年兩國貿易額為13億美元，並在建築業、農業和漁業開展合作。中國大陸有企業同意參與汶萊總值1000萬美元的水產和稻米種植項目。
2014年，文莱—广西经济走廊成立，进一步加强双方经济联系，承诺投资约5亿美元。

## 医疗合作
2020年3月30日，华大基因建设的文莱火眼实验室正式在当地开始运营，该实验室每日可进行1000人份新冠病毒检测。

## 延伸閱讀
- BRIGHT FUTURE FOR BRUNEI-CHINA TIES BruDirect
- Brunei, China hail special relationship（页面存档备份，存于） 婆羅洲郵報

## 外部連結
- 汶萊駐華大使館官方網站（英文）
- 中华人民共和国驻文莱达鲁萨兰国大使馆官方网站（简体中文）（英文）
  - 中华人民共和国驻文莱达鲁萨兰国大使馆经济商务处官方网站（简体中文）